# 意大利航空航点
以下是意大利航空的定期航班目的地，列表包括意大利航空快運、一航空和Volare航空。
截至2011年6月30日，共有28個國內與63個國際目的地在41個國家
^ 由一航空營運
^^ 部分航班是由一航空營運

## 非洲

### 北部非洲
- 阿爾及利亞
  - 阿爾及爾：阿爾及爾－胡阿里·布邁丁國際機場
- 埃及
  - 開羅：開羅國際機場 ^^
- 利比亞
  - 的黎波里：的黎波里國際機場
- 摩洛哥
  - 卡薩布蘭卡：穆罕默德五世國際機場
- 突尼西亞
  - 突尼斯：突尼斯－迦太基國際機場 ^^

### 西部非洲
- 加納
  - 阿克拉：科托卡國際機場
- 尼日利亞
  - 拉各斯：穆爾塔拉·穆罕默德國際機場

## 美洲

### 北美洲
- 加拿大
  - 多倫多：多倫多皮爾遜國際機場
- 美國
  - 波士頓：愛德華·勞倫斯·洛根將軍國際機場
  - 芝加哥：奧黑爾國際機場 [季節性]
  - 洛杉磯：洛杉磯國際機場 [季節性]
  - 邁阿密：邁亞密國際機場
  - 紐約市：約翰·菲茨傑拉德·甘迺迪國際機場
  - 紐瓦克：紐華克自由國際機場

### 南美洲
- 阿根廷
  - 布宜諾斯艾利斯：埃塞薩皮斯塔里尼部長國際機場
- 巴西
  - 里約熱內盧：里約熱內盧/加利昂－安東尼奧·卡洛斯·若比姆國際機場
  - 聖保羅：聖保羅/瓜魯柳斯－安德烈·弗朗哥·蒙托羅州長國際機場
- 委內瑞拉
  - 加拉加斯：邁克蒂亞西蒙·玻利瓦爾國際機場

## 亞洲

### 東亞
- 日本
  - 東京：成田國際機場

### 西南亞
- 伊朗
  - 德黑蘭：伊瑪目霍梅尼國際機場
- 以色列
  - 特拉維夫：本-古里安國際機場
- 約旦
  - 安曼：阿勒婭王后國際機場
- 黎巴嫩
  - 貝魯特：貝魯特－拉菲克·哈里里國際機場
- 敘利亞
  - 大馬士革：大馬士革國際機場

## 歐洲
- 阿爾巴尼亞
  - 地拉那：地拉那特蕾莎修女國際機場 ^^
- 奧地利
  - 維也納：維也納國際機場
- 比利時
  - 布魯塞爾：布魯塞爾機場
- 保加利亞
  - 索菲亞：索菲亞機場
- 克羅地亞
  - 薩格勒布：薩格勒布機場 ^ [9月25日重開]
- 捷克共和國
  - 布拉格：魯濟涅國際機場 ^
- 法國
  - 尼斯：尼斯藍色海岸機場
  - 巴黎：巴黎－夏爾·戴高樂機場
  - 巴黎：巴黎－奧利機場
  - 圖盧茲：圖盧茲－布拉尼亞克機場
- 德國
  - 法蘭克福：法蘭克福機場
  - 慕尼黑：慕尼黑機場
- 希臘
  - 雅典：雅典國際機場 ^^
  - 克基拉島：克基拉機場 ^ [季節性]
  - 塞薩洛尼基：塞薩洛尼基馬其頓國際機場
  - 羅得島：羅得島機場 ^ [季節性]
  - 伊拉克利翁：伊拉克利翁機場 ^ [季節性]
- 匈牙利
  - 布達佩斯：布達佩斯國際機場
- 意大利
  - 阿爾蓋羅：阿爾蓋羅機場 ^^
  - 安科納：安科納機場
  - 巴里：巴里機場 ^^
  - 貝爾加莫：貝爾加莫機場
  - 博洛尼亞：波隆納機場
  - 布雷西亞：布雷西亞機場 [季節性]
  - 布林迪西：布林迪西機場 ^^
  - 卡利亞里：卡利亞里—埃爾馬斯機場
  - 卡塔尼亞：卡塔尼亞—豐塔納羅薩機場 ^^ 基地
  - 克羅托內：克羅托內機場
  - 佛羅倫斯：佛羅倫斯－佩雷托拉機場
  - 熱那亞：熱那亞－克里斯托弗·哥倫布機場
  - 拉梅齊亞泰爾梅：拉梅齊亞泰爾梅機場 ^^
  - 蘭佩杜薩島：蘭佩杜薩島機場 [季節性]
  - 米蘭：利納特機場 重點城市
  - 米蘭：米蘭－馬爾彭薩機場 ^^ 重點城市
  - 那不勒斯：那不勒斯機場 ^^ 重點城市
  - 奧爾比亞：奧爾比亞機場 ^^ [季節性]
  - 巴勒莫：巴勒莫機場 ^^
  - 潘泰萊里亞：潘泰萊里亞機場 [季節性]
  - 佩斯卡拉：阿布魯佐國際機場
  - 比薩：比薩－聖朱斯托機場 ^^ 一航空基地
  - 雷焦卡拉布里亞：雷焦卡拉布里亞機場
  - 羅馬：羅馬－菲烏米奇諾機場 樞紐機場
  - 薩萊諾：薩萊諾機場
  - 特拉帕尼：特拉帕尼機場 ^
  - 第里雅斯特：弗留利—威尼斯朱利亞機場
  - 都靈：都靈—卡塞勒機場 重點城市
  - 威尼斯：威尼斯－泰塞拉機場 重點城市
  - 凡羅拿：凡羅拿機場
- 馬耳他
  - 盧卡：馬耳他國際機場
- 荷蘭
  - 阿姆斯特丹：阿姆斯特丹史基浦機場
- 波蘭
  - 華沙：華沙-奧肯切 弗里德里克·蕭邦機場
- 羅馬尼亞
  - 布加勒斯特：布加勒斯特奧托佩尼－亨利·科安德國際機場
- 俄羅斯
  - 莫斯科：謝列梅捷沃國際機場
  - 聖彼得堡：普爾科沃機場
- 塞爾維亞
  - 貝爾格萊德：貝爾格萊德尼古拉特斯拉機場
- 西班牙
  - 巴塞羅那：巴塞隆拿機場
  - 伊維薩島：伊維薩機場 ^^ [季節性]
  - 馬洪：梅諾卡機場 ^ [季節性]
  - 馬德里：馬德里－巴拉哈斯機場
  - 馬拉加：馬拉加機場
  - 帕爾馬：帕爾馬機場 ^^ [季節性]
  - 華倫西亞：華倫西亞機場
- 瑞士
  - 日內瓦：日內瓦國際機場
- 土耳其
  - 伊斯坦布爾：阿塔蒂爾克國際機場
- 烏克蘭
  - 基輔：鮑里斯波爾國際機場
- 英國
  - 倫敦：倫敦城市機場
  - 倫敦：倫敦希斯路機場

## 終止目的地
意大利航空曾有以下目的地：
非洲
- 安哥拉：羅安達
- 喀麥隆：杜阿拉
- 佛得角：薩爾
- 剛果民主共和國：金沙隆
- 厄立特里亞：阿斯馬拉
- 埃塞俄比亞：亞的斯亞貝巴
- 象牙海岸：阿比讓
- 肯雅：內羅畢
- 馬達加斯加：塔那那利佛
- 毛里求斯：路易港
- 塞內加爾：達喀爾
- 塞舌爾：馬埃島
- 索馬里：摩加迪沙
- 南非：約翰內斯堡
- 蘇丹：喀土穆
- 坦桑尼亞：達累斯薩拉姆
- 烏干達：恩德培
- 贊比亞：盧薩卡
- 津巴布韋：哈拉雷

美洲
- 巴西：納塔爾、累西腓
- 加拿大：蒙特利爾
- 哥倫比亞：波哥大
- 智利：聖地亞哥德智利
- 墨西哥：墨西哥城
- 荷屬安的列斯：庫拉索島
- 秘魯：利馬
- 美國：亞特蘭大[貨運]、費城、三藩市、華盛頓
- 烏拉圭：蒙得維的亞

亞洲
- 柬埔寨：金邊
- 中國：上海、北京、香港
- 印度：清奈[貨運]、德里、孟買
- 印尼：雅加達
- 伊拉克：巴格達
- 馬來西亞：吉隆坡
- 巴基斯坦：卡拉奇
- 菲律賓：馬尼拉
- 沙特阿拉伯：達蘭、吉達、利雅得
- 新加坡：新加坡
- 韓國：首爾
- 泰國：曼谷
- 阿聯酋：阿布扎比、杜拜
- 也門：亞丁

歐洲
- 波黑：薩拉熱窩
- 克羅地亞：杜布羅夫尼克、斯普利特
- 塞浦路斯：拉納卡
- 丹麥：哥本哈根
- 法國：巴塞爾/牟羅茲、巴斯蒂亞、里昂、馬賽、斯特拉斯堡
- 德國：柏林—泰格爾、科隆/波恩、杜塞爾多夫、漢堡、漢諾威、紐倫堡、斯圖加特
- 愛爾蘭：都柏林
- 意大利：帕爾馬、佩魯賈、里米尼
- 馬其頓：斯科普里
- 波蘭：克拉科夫
- 葡萄牙：里斯本、波爾圖
- 羅馬尼亞：蒂米甚瓦拉
- 西班牙：畢爾巴鄂、拉斯帕爾馬斯、塞維利亞
- 瑞典：斯德哥爾摩
- 瑞士：蘇黎世
- 土耳其：安卡拉
- 英國：伯明翰、倫敦—格域、曼徹斯特

大洋洲
- 澳洲：墨爾本、悉尼